# Shelbyville, Indiana
Shelbyville este o localitate, municipalitate și sediul comitatului Shelby, statul Indiana, Statele Unite ale Americii.